# جون بي. داي
جون بي. داي (بالإنجليزية: John B. Day)‏ هو لاعب كرة قاعدة أمريكي، ولد في 23 سبتمبر 1847، وتوفي في 25 يناير 1925.

## وصلات خارجية
- جون بي. داي على موقع جمعية أبحاث البيسبول الأمريكية (الإنجليزية)